# Enthetica
Enthetica är ett släkte av fjärilar. Enthetica ingår i familjen Lecithoceridae.
Kladogram enligt Catalogue of Life:
| Enthetica | \| \| Enthetica picryntis \| \| \| \| \| \| Enthetica tribrachia \| \| \| \| |
|           | \| \| Enthetica picryntis \| \| \| \| \| \| Enthetica tribrachia \| \| \| \| |
|           | Enthetica picryntis                                                          |
|           |                                                                              |
|           | Enthetica tribrachia                                                         |
|           |                                                                              |